# 보은경찰서
보은경찰서(報恩警察署, Boeun Police Station)는 충청북도경찰청이 관할하는 경찰서 중 하나이다. 충청북도 보은군 일대를 관할한다. 충청북도 보은군 보은읍 장신로 8에 있다.
서장은 총경으로 보한다.

## 기본 정보
- 주소: 충청북도 보은군 보은읍 장신로 8
- 우편번호: 28952

## 관할 파출소 및 지구대
보은경찰서는 1개 지구대와 5개 파출소를 산하에 두고 있다.
| 명칭         | 사진 | 주소                  | 관할구역               | 치안센터                  |
| ------------ | ---- | --------------------- | ---------------------- | ------------------------- |
| 읍내지구대   |      | 보은읍 뱃들4길 11-6   | 보은읍, 수한면, 산외면 | 수한치안센터 산외치안센터 |
| 속리산파출소 |      | 속리산면 법주사로 276 | 속리산면               |                           |
| 마로파출소   |      | 마로면 관기송현로 541 | 마로면, 장안면, 탄부면 | 장안치안센터 탄부치안센터 |
| 삼승파출소   |      | 삼승면 원남로 56-1    | 삼승면                 |                           |
| 회인파출소   |      | 회인면 회인라 88      | 회인면, 회남면         | 회남치안센터              |
| 내북파출소   |      | 내북면 남부로 6277    | 내북면                 |                           |